# Luis del Castillo Aragón
Luis del Castillo Aragón (Madrid, 1934-Figueras, 5 de agosto de 2018) fue un abogado penalista, decano del Colegio de la Abogacía de Barcelona (ICAB) y presidente del Colegio de Abogados Penal Internacional (BPI-CAPI).

## Biografía
Licenciado en Derecho en la Universidad Central de Madrid, 1956. En 1959 se trasladó a Barcelona. Allí trabajó en la Universidad de Barcelona como profesor adjunto en la Cátedra de Derecho Político, desde 1960 hasta 1966. En 1975 fundó su propio despacho penalista en Barcelona.
Muy vinculado a la vida colegial del Colegio de la Abogacía de Barcelona (ICAB), desde su incorporación en 1970 fue asumiendo responsabilidades en dicha institución: vicedecano (1997-2005), decano (2002-2003), y decano emérito (desde 2003). Fue ponente, y posteriormente presidente, de la Comisión de Deontología.
En 2002 fue elegido representante español del Colegio de Abogados del Tribunal Penal Internacional del BPI-CAPI.

## Premios y distinciones[3]
- Gran Cruz al Mérito en el Servicio a la Abogacía
- Mención honorífica del Premio de Justicia de Catalunya (2010)
- Cruz de Honor de la Orden de Raimundo de Peñafort (2018)